# 諾伯特·夏華達
諾伯特·夏華達（Norbert Hauata，1979年6月8日—）是塔希提的足球裁判。
他於2008年成為國際足協的國際裁判，得以為國際比賽執法。同年9月10日，為紐西蘭對新喀里多尼亞的大洋洲國家盃賽事執法，這是他執法的首場國際比賽。2010年，為大洋洲聯賽冠軍盃決賽次回合執法。翌年，又兩度出任為U17世界盃分組賽的球證。2012年，他為三場的大洋洲國家盃執法，當中包括一場半決賽。之後，他又被委任為2013年U17世界盃足球賽的球證，這次，他同樣為兩場的分組賽執法。2014年，他被國際足協選為2014年世界盃的替補球證，並在墨西哥對喀麥隆的分組賽中擔當第四球證。

## 資料來源
1. ↑  .   [2014-06-14]. （原始内容存档于2014-07-14）.
2. ↑  .   [2014-06-14]. （原始内容存档于2014-07-03）.
3. ↑  .   [2014-06-14]. （原始内容存档于2014-07-03）.
4. ↑   (PDF).   [2014-06-14]. （原始内容存档 (PDF)于2014-06-30）.